# 273
Évszázadok: 2. század – 3. század – 4. század
Évtizedek: 220-as évek – 230-as évek – 240-es évek – 250-es évek – 260-as évek – 270-es évek – 280-as évek – 290-es évek – 300-as évek – 310-es évek – 320-as évek
Évek: 268 – 269 – 270 – 271 –  272 – 273 – 274 – 275 – 276 – 277 – 278

## Események

### Római Birodalom
- Marcus Claudius Tacitust és Iulius Placidianust választják consulnak.
- Miután Aurelianus császár az előző évben megdöntötte a Palmürai Birodalmat, magát a várost megkímélte és 600 íjászt hagyott benne helyőrségnek. Távozása után a palmüraiak fellázadnak, lemészárolják a helyőrséget és Zenobia egyik rokonát. Septimius Antiochust kiáltják ki királynak. Aurelianus visszafordul, elfoglalja és lerombolja Palmürát.
- Aurelianus hadvezére, Marcus Aurelius Probus visszafoglalja Egyiptomot a palmüraiaktól. Alexandriában egy Firmus nevű gazdag polgár vezetésével felkelés tör ki, de a lázadást véres utcai harcokban leverik, a királyi negyed (Brucheion) teljesen leég.
- Aurelianus visszaindul Európába, hogy leszámoljon a szakadár Gall Császársággal.
- I. Tetricus gall császár caesarrá (trónörökössé) nevezi ki fiát, II. Tetricust.

### Kína
- Vu császár összegyűjteti birodalma legszebb lányait a háremébe; míg a folyamat le nem zárult, minden esküvőt betiltanak. A császár idejét egyre inkább ágyasai kötik le és egyre kevesebbet foglalkozik az államügyekkel.

## Halálozások
- Longinosz, görög író, filozófus

## Fordítás
- Ez a szócikk részben vagy egészben  a(z)   273 című német Wikipédia-szócikk ezen változatának fordításán alapul.  Az eredeti cikk szerkesztőit annak laptörténete sorolja fel. Ez a jelzés csupán a megfogalmazás eredetét és a szerzői jogokat jelzi, nem szolgál a cikkben szereplő információk forrásmegjelöléseként.